# Nothing Left at All
Nothing Left at All è il quarto e ultimo singolo estratto da Lipservice, il settimo album in studio della rock band svizzera Gotthard. È stato pubblicato in via promozionale in occasione dell'uscita del live Made in Switzerland nel 2006.

## Tracce
Tutte le canzoni sono state composte da Steve Lee, Leo Leoni e Freddy Scherer.
1. Nothing Lef at All (Live) – 4:01 – Proveniente dall'album Made in Switzerland
2. Nothing Left at All – 3:56